# Joganville
Joganville ist eine französische Gemeinde mit 85 Einwohnern (Stand: 1. Januar 2022) im Département Manche in der Region Normandie. Sie gehört zum Arrondissement Cherbourg und zum Kanton Valognes. 
Sie liegt auf der Halbinsel Cotentin und grenzt an Saint-Floxel, Émondeville und Écausseville.

## Bevölkerungsentwicklung
| Jahr      | 1962 | 1968 | 1975 | 1982 | 1990 | 1999 | 2008 | 2018 |
| --------- | ---- | ---- | ---- | ---- | ---- | ---- | ---- | ---- |
| Einwohner | 102  | 101  | 77   | 69   | 71   | 84   | 68   | 112  |

## Sehenswürdigkeiten

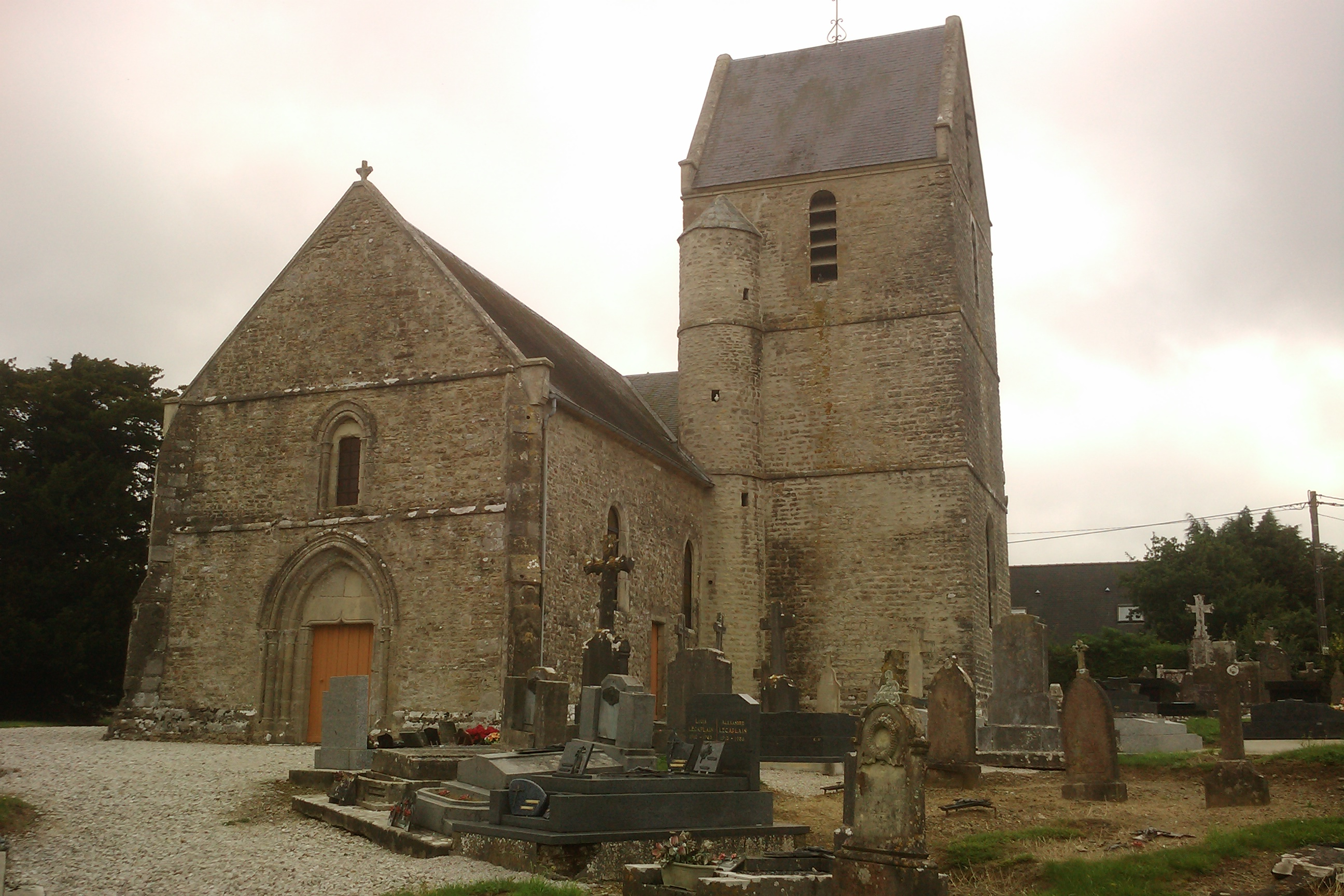
Kirche Saint-Vigor

- Kirche Saint-Vigor